# Йоаникий Сливенски
Йоаникий е висш български православен духовник, Сливенски митрополит от 1980 до 2024 година.

## Биография
Роден е на 2 март 1939 г. със светското Иван Георгиев Неделчев в новозагорското село Пет могили. През есента на 1953 г. започва да учи в Софийската духовна семинария при Черепишки манастир, която завършва през 1958 г. През 1960 година започва да учи в Софийската духовна академия. На 1 април 1961 г. в Мъглижкия манастир „Свети Николай“ е подстриган в монашество с името Йоаникий от митрополит Климент Старозагорски под духовното старчество на архимандрит Герасим. На 28 август 1961 г. е ръкоположен за йеродякон в храма „Успение Богородично“ в Пазарджик от епископ Стефан Главиницки, викарий на пловдивския митрополит. На 17 март 1963 г. в параклиса на Духовната академия в София „Свети Климент Охридски“ е ръкоположен за йеромонах от ректора на академията епископ Николай Макариополски. Завършва академията в 1964 г. и заминава на специализация в Московската духовна академия, където остава до 1966 г.
След завръщането си в България, на 1 август 1966 г. е назначен за протосингел на Сливенската митрополия. На 24 ноември 1968 г. е възведен в архимандритско достойнство от митрополит Никодим Сливенски в сливенската катедрала „Свети Димитър“. В края на 1968 г. е назначен за протосингел на Старозагорска митрополия.
От октомври 1970 г. до декември 1971 г. специализира в Старокатолическия богословски факултет в Берн, Швейцария. След завръщането си в България, от декември 1971 г. до 20 април 1975 г., е протосингел на Сливенската митрополия.
На 20 април 1975 годин в катедралата „Свети Александър Невски“ в София е ръкоположен за велички епископ и е назначен за викарий на Сливенската митрополия, като заема поста до края на януари 1980 година. На 23 март 1980 година е избран, на 13 април 1980 година е утвърден канонически и на 20 април е интронизиран като сливенски митрополит.
След смъртта на патриарх Максим, на 6 ноември 2012 година групата митрополити около Калиник Врачански и Николай Пловдивски предлагат митрополит Йоаникий за наместник-председател на Светия Синод, но той писмено отказва тази номинация, както и да бъде кандидатиран за патриарх. На 10 ноември 2012 г. Йоаникий участва в избора на митрополит Кирил Варненски и Великопреславски за наместник-председател на Светия Синод и отказва да се включи в последвалия бойкот на синода от групата около Калиник и Николай. Така Йоаникий лично допринася за преодоляване на смущенията в ръководството на Българската православна църква след смъртта на патриарха и за успешното свикване на Патриаршеския избирателен събор, избрал на 24 февруари 2013 г. русенския митрополит Неофит за нов патриарх.
През 2021 година той подава оставка, но впоследствие е призован от клира да я оттегли. В последните две години и половина обаче той почти не се появява на публично събитие, като най-често е заменян от епископ Йеротей Агатополски, викарий на Сливенската митрополия.
Умира на 9 януари 2024 година след продължтелно боледуване. 10, 11 и 12 януари 2024 година са обявени за траурни дни в Сливен. Погребан е на 11 януари 2024 година до източната страна на катедралната църквата „Свети Димитър“ в град Сливен.